# Nora domsaga
Nora domsaga var en domsaga i Örebro län. Den bildades 1855 genom delningen av Norra Närkes domsaga. 1951 bröts Karlskoga tingslag ut och resten slog då samman med Lindes domsaga och bildade Lindes och Nora domsaga. 
Domsagan lydde under Svea hovrätt. 

## Härader
- Karlskoga bergslags härad
- Nora och Hjulsjö bergslag
- Grythytte och Hällefors bergslag

## Tingslag
- Karlskoga tingslag
- Nora tingslag från 1904
- Nora och Hjulsjö bergslags tingslag till 1904
- Grythytte och Hällefors bergslags tingslag till 1904

## Häradshövdingar
- 1855–1857 Sem Johan Franzén
- 1857–1875 Georg Richard Wetterstrand
- 1875–1900 Edwin Magnus Unger
- 1901–1910 Axel Pettersson
- 1910–1924 Carl Fredrik Berglund
- 1924–1950 Björn Ragnar Zetterstrand